# Benedikta

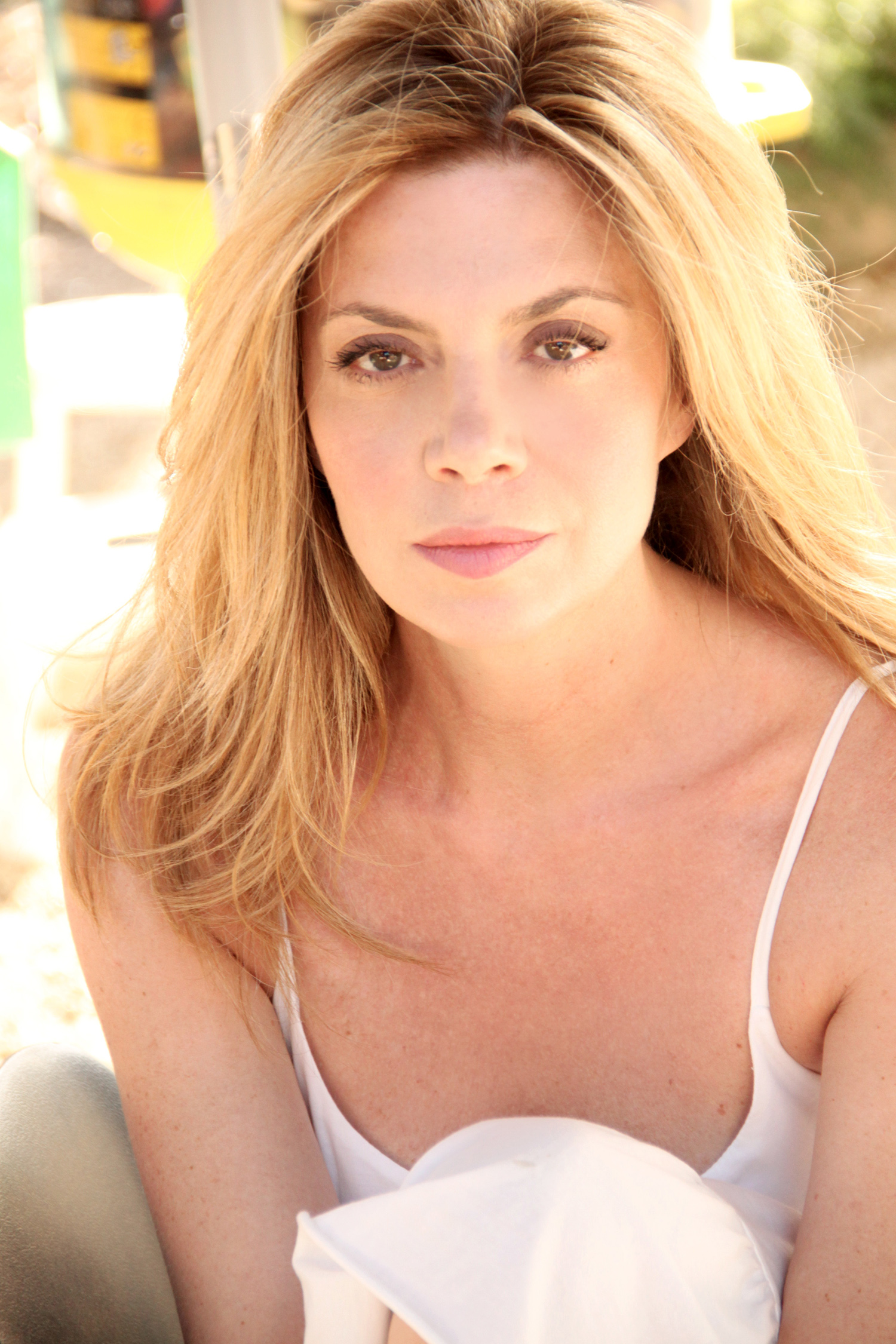
Benedicta Boccoli, 2013.

Benedikta eller Benedicta är ett latinskt kvinnonamn som betyder den välsignade. Namnet har funnits i Sverige sedan 1200-talet. En alternativ form av namnet är Benedikte eller Benedicte. De manliga formerna är Benedikt, Benedict och Benedictus.
Den 31 december 2014 fanns det totalt 215 kvinnor folkbokförda i Sverige med namnet Benedikta eller Benedicta, varav 31 bar det som tilltalsnamn.
Namnsdag: saknas

## Personer med namnet Bendikta eller Benedicta
- Benedicta Henrietta av Pfalz-Simmern, hertiginna av Braunschweig-Lüneburg
- Benedicta Boccoli, italiensk skådespelare
- Benedikta Ebbesdotter, svensk drottning, gift med Sverker den yngre
- Benedicta Eriksdotter, svensk abbedissa